# Tropico 5
Tropico 5 – gra komputerowa należąca do gatunku strategii czasu rzeczywistego o charakterze ekonomiczno-politycznym, będąca kontynuacją gry Tropico 4. Gra wyprodukowana została przez studio Haemimont Games i wydana 23 maja 2014 r. przez przedsiębiorstwo Kalypso Media.

## Rozgrywka

### Opis ogólny
Tropico 5, podobnie jak wcześniejsze gry z serii – Tropico, Tropico 3 i Tropico 4, pozwala graczowi na wcielenie się w rolę przywódcy niewielkiej wyspiarskiej republiki bananowej (tytułowego Tropico), nazywanego w grze mianem El Presidente. Celem gracza jest zapewnienie mieszkańcom dobrobytu, stworzenie rozwiniętej gospodarki, a jednocześnie utrzymanie się przy władzy i wypełnienie prywatnego konta w szwajcarskim banku. Do dyspozycji gracza oddana została licząca 15 misji kampania, podzielona na dwie części, tryb gry swobodnej, wieloosobowej, oraz wyzwania.
Gra stanowi kontynuację poprzedniej części, wprowadzając wiele nowych elementów. Do głównych zmian należą:
- Cztery ery (era kolonialna, wojny światowe, zimna wojna, współczesność),
- Dynastia – do 7 członków rodziny prezydenckiej,
- Stanowisko kierownika w budynkach,
- Zasoby naturalne jako pojedyncze punkty przeznaczone na jeden budynek w każdym punkcie (wcześniej plama zasobu na mapie i dowolna liczba np. kopalń w jednym złożu),
- Konstytucja,
- Możliwość gry z kilkoma osobami na jednej wyspie – gra wieloosobowa,
- Likwidacja suwaka z pensją, zamiast tego budżet budynku,
- Szereg nowych budynków (m.in. elektrownia geotermalna, kopalnia uranu, fabryka czekolady czy hotel spa),
- Badania (odkrywanie nowych technologii dzięki punktom rozwoju)
- Automatyczne wyburzanie budynków wyeksploatowanych (kopalnie) i natychmiastowe wyburzanie budynków,
- Ambasady mocarstw (Alianci, Państwa Osi, ZSRR i USA, Rosja, UE, Bliski Wschód, USA, ChRL),
- Grupy rebeliantów/najeźdźców zamiast pojedynczych jednostek,
- Możliwość importu i eksportu towarów na niespotykaną jak dotąd skalę[2].

Rozgrywka rozpoczyna się od utworzenia awatara, reprezentującego postać El Presidente. Gracz określa wygląd postaci oraz jej cechy, mające pewien wpływ na późniejszy przebieg gry, oraz mogące się poprawić w trakcie rozgrywki. Po stworzeniu postaci rozpoczyna się właściwa część gry.

### Ekonomia
W momencie objęcia przez gracza władzy na wyspie znajduje się zazwyczaj wyłącznie pałac prezydencki, plantacja/ranczo, kilka wiejskich domów, a także budynki kluczowe dla funkcjonowania kraju – port, przez który prowadzony jest eksport i import towarów produkowanych na wyspie oraz biura: transportowe i budowlane. Mieszkańcy wyspy mają określone potrzeby, jak wiara, rozrywka, satysfakcjonująca praca czy poczucie bezpieczeństwa, których państwo w początkowej fazie nie jest w stanie zapewnić.
Podstawowym narzędziem, jakim dysponuje gracz jest możliwość wznoszenia nowych budynków, jak kościoły, kina czy szpitale. Każdy z nich ma określaną jakość świadczonej usługi, przekładającą się na zadowolenie korzystającego z budynku mieszkańca. Przykładowo luksusowe posiadłości charakteryzują się lepszą jakością zakwaterowania niż bloki mieszkalne, a opera stanowi większą atrakcję niż pub. Gracz może zarządzać istniejącymi obiektami, ustalając budżet, liczbę pracowników czy też ulepszając obiekty. Dodatkowo istnieje możliwość wydawania dekretów, takich jak wprowadzenie opieki społecznej lub zorganizowanie organizacja olimpiady.
Rozwój wyspy nie jest jednak możliwy bez silnej gospodarki. Ta może się opierać na rolnictwie, górnictwie czy rybołówstwie, a także na bardziej zaawansowanych i dochodowych gałęziach – przemyśle i turystyce. Dochodowość tych pierwszych jest w dużej mierze uzależniona od czynników takich jak żyzność gleb czy obecność surowców naturalnych. Przemysł opiera się głównie na przetwórstwie towarów wyprodukowanych przez te sektory gospodarki, choć gracz może także importować surowce z zagranicy. Na dochody z turystyki duży wpływ ma natomiast atrakcyjność wyspy, zarówno pod względem piękna, jak i jakości hoteli oraz dostępnych atrakcji turystycznych.
Dla sprawnego funkcjonowania kraju potrzebna jest także rozwinięta infrastruktura oraz sfera rządowa. W grze istnieje możliwość budowania dróg oraz garaży, umożliwiających sprawne przemieszczanie się ludzi i towarów po wyspie. Działanie bardziej zaawansowanych budynków uzależnione jest od zasilania w energię elektryczną, a także dostępu do wykwalifikowanej siły roboczej, zapewnianej przez system szkolnictwa – szkoły średnie i uniwersytety. Do utrzymania pełnej kontroli nad wyspą niezbędne jest również utrzymywanie wojska, a także określonych instytucji, jak więzienie, pozwalające na kontrolę nad przestępcami i agentami obcych państw.
Kraje, z którymi jest możliwy handel w Tropico 5:
| Handel międzynarodowy      | Handel międzynarodowy | Handel międzynarodowy | Handel międzynarodowy |
| Kolonializm                | Wojny Światowe        | Zimna Wojna           | Współczesność         |
| -------------------------- | --------------------- | --------------------- | --------------------- |
| Kompania Wschodnioindyjska | Alianci               | USA                   | Chińska Rep. Lud.     |
| Piraci                     | Państwa Osi           | ZSRR                  | Bliski Wschód         |
| Przemytnicy                | Kuba                  | Kuba                  | Rosja                 |
|                            | Meksyk                | Meksyk                | Unia Europejska       |
|                            | Republika Dominikany  | Republika Dominikany  | USA                   |
|                            | Wenezuela             | Wenezuela             | Kuba                  |
|                            |                       |                       | Meksyk                |
|                            |                       |                       | Republika Dominikany  |
|                            |                       |                       | Wenezuela             |

### Polityka
Istotnym elementem gry jest walka o utrzymanie władzy. Mieszkańcy wyspy przynależą od dwóch frakcji politycznych w erze kolonialnej, do ośmiu frakcji we współczesności. Każda frakcja ma wobec przywódcy określone żądania, przykładowo komuniści oczekują dobrej opieki zdrowotnej i niskiego bezrobocia, klerykałowie budowy katedry, a nacjonaliści zamknięcia granic. W razie niespełniania tych żądań mieszkańcy przynależący do danej frakcji chętniej zagłosują w wyborach przeciw panującemu El Presidente. W skrajnym przypadku niezadowolenie może przerodzić się w sytuację kryzysową jak protesty, zamieszki. W Tropico 5, porównując je z poprzednią częścią nie ma frakcji intelektualistów i lojalistów.
| Frakcje Polityczne | Frakcje Polityczne | Frakcje Polityczne | Frakcje Polityczne |
| Kolonializm        | Wojny Światowe     | Zimna Wojna        | Współczesność      |
| Niepodległość      | Wartości           | Wartości           | Wartości           |
| ------------------ | ------------------ | ------------------ | ------------------ |
| Rojaliści          | Militaryści        | Militaryści        | Militaryści        |
| Rewolucjoniści     | Klerykałowie       | Klerykałowie       | Klerykałowie       |
|                    | Gospodarka         | Gospodarka         | Gospodarka         |
|                    | Komuniści          | Komuniści          | Komuniści          |
|                    | Kapitaliści        | Kapitaliści        | Kapitaliści        |
|                    |                    | Środowisko         | Środowisko         |
|                    |                    | Zieloni            | Zieloni            |
|                    |                    | Przemysłowcy       | Przemysłowcy       |
|                    |                    |                    | Władze państwowe   |
|                    |                    |                    | Nacjonaliści       |
|                    |                    |                    | Globaliści         |

Szczególnie niezadowoleni mieszkańcy mogą przyłączyć się do działających na wyspie rebeliantów, by w przyszłości atakować rozmaite cele na wyspie, a w ostateczności – pałac prezydencki. Sposobem na zażegnanie niebezpieczeństwa ze strony rebeliantów jest utrzymywanie silnej armii. Ta w przypadku niezadowolenia może jednak dokonać zamachu stanu. Ogólnonarodowe niezadowolenie może z kolei zakończyć się powstaniem. W przypadku udanego przebiegu któregokolwiek z tych zdarzeń, gracz zostaje obalony a gra kończy się przegraną.
Poza polityką wewnętrzną do zadań gracza należy prowadzenie polityki zagranicznej. W grze występują supermocarstwa, w erze kolonialnej jest to Imperium Brytyjskie, a podczas wojen światowych Państwa Osi i Alianci. Z biegiem czasu w grze pojawia się aż 5 mocarstw, które również mogą oferować różne zadania. Utrzymanie odpowiednich relacji z supermocarstwami skutkuje m.in. otrzymywaniem pomocy finansowej czy możliwością zawarcia sojuszu. Wynikiem długotrwale utrzymujących się chłodnych stosunków pomiędzy Tropico, a jednym z supermocarstw mogą być akcje wywrotowe dokonywane przez obcy wywiad lub inwazja na wyspę, mogąca skończyć się upadkiem El Presidente.
| Polityka międzynarodowa | Polityka międzynarodowa | Polityka międzynarodowa | Polityka międzynarodowa |
| Kolonializm             | Wojny Światowe          | Zimna Wojna             | Współczesność           |
| ----------------------- | ----------------------- | ----------------------- | ----------------------- |
| Imperium Brytyjskie     | Alianci                 | USA                     | Chińska Rep. Lud.       |
|                         | Państwa Osi             | ZSRR                    | Bliski Wschód           |
|                         |                         |                         | Rosja                   |
|                         |                         |                         | Unia Europejska         |
|                         |                         |                         | USA                     |

## Dodatki

### Waterborne
17 grudnia 2014 roku wydany został dodatek Waterborne. Po raz pierwszy w historii serii dodatek zawierał konstrukcje budowane wyłącznie na wodzie. Dodanych zostało w nim 9 budynków na wodzie i pojazdów wodnych, 4 nowe wyspy, 4 utwory ścieżki dźwiękowej, oraz 2 kostiumy i 6 akcesoriów dla awatara, nowe zadania, a także nowa kampania zawierająca 6 misji. Nowe elementy pozwalają na budowę bananowej republiki na wodzie, dzięki czemu wyspa wygląda niczym Wenecja XXI wieku. Pojawiły się m.in. pływające bloki mieszkalne, biura zagraniczne, elektrownia pływowa, batysfera czy okręt podwodny z napędem jądrowym. Niektóre z nowych budynków można ulepszać poprzez wybranie opcji pływające ogrody. Dzięki temu, na szczytach budynków pojawia się zieleń.

### Espionage
28 maja 2015 roku wydany został dodatek Espionage. Po raz pierwszy w historii serii dodatek zawierał konstrukcje szpiegowskie. Dodanych zostało w nim 9 budynków na wojskowych i szpiegowskich, 4 nowe wyspy, 4 utwory ścieżki dźwiękowej, oraz 4 kostiumy i 6 akcesoriów dla awatara, nowe zadania, a także nowa kampania zawierająca 6 misji szpiegowskich. Nowe elementy pozwalają na większą interakcję z mocarstwami. Można m.in. ukraść pieniądze, technologię, czy ujawnić tajemnice. Pojawili się agenci – lojalni el Presidente, jak i wrodzy, działający na rzecz obcych mocarstw.

### DLC
Do gry wydanych zostało także osiem dodatków w formie DLC, z których każdy dodaje jedną misję, nowy budynek oraz jedną cechę charakteru i element ubioru dla awatara, a niektóre dodatki także kilka obiektów dekoracyjnych:
| Dodatki        | Data wydania |
| -------------- | ------------ |
| Waterborne     | 17.12.2014   |
| Espionage      | 28.05.2015   |
| DLC            | Data wydania |
| The Big Cheese | 24.07.2014   |
| Mad World      | 25.09.2014   |
| Generalissimo  | 16.10.2014   |
| Joint Venture  | 06.11.2014   |
| Surf’s Up!     | 08.01.2015   |
| Gone Green     | 12.02.2015   |
| Supervillain   | 26.03.2015   |
| Inquisition    | 16.04.2015   |

W specjalnej wersji Tropico 5 w serwisie steam można również znaleźć mini-DLC o nazwie Isla de Vapor. DLC zawiera dodatkową mapę i nowy kostium dla awatara.

## Odbiór gry
Tropico 5 spotkało się z raczej pozytywnym odbiorem recenzentów, uzyskując według agregatora Metacritic średnią ocen wynoszącą 75% dla wersji na PC oraz 71% dla wersji na Xbox 360.
Bardzo dobrze ocenione zostały złożoność świata gry oraz mnogość udostępnionych graczowi sposobów na rozwijanie wyspy, przy jednoczesnej prostocie obsługi.
Pozytywnie przyjęta została oprawa graficzna oraz udźwiękowienie, a w szczególności muzyka. Innymi aspektami, które spotkały się z uznaniem licznych krytyków były elementy fabularne oraz humorystyczny charakter gry.
Podstawowym zarzutem wobec Tropico 5 było niewiele zmian w stosunku do poprzedniej części gry. Same zmiany względem poprzednika przyjęte zostały raczej pozytywnie, choć krytykowano też fakt, że nie dotknęły one stosunkowo najsłabiej dopracowanych elementów gry, jak transport.